# Lionel Melet
Pour les articles homonymes, voir Melet.
Lionel Melet est un acteur français, né le 14 octobre 1967 à Paris.

## Biographie
Principalement actif dans le doublage, il a arrêté cette activité à la fin des années 2000, à la suite d'une maladie.

## Filmographie

### Cinéma
- 1977 : Blue jeans d'Hugues Burin des Roziers
- 1977 : L'Hôtel de la plage de Michel Lang : Jean-François
- 1978 : Trocadéro bleu citron de Michaël Schock : Phil
- 1979 : Le Temps des vacances de Claude Vital : Henri
- 1982 : Jamais avant le mariage de Daniel Ceccaldi : Georges
- 1984 : Un été d'enfer de Michaël Schock : Le drogué de la boîte
- 1985 : P.R.O.F.S. de Patrick Schulmann : Guillaume Rosel
- 1987 : Les Nouveaux Tricheurs de Michaël Schock : Franck
- 1992 : À la vitesse d'un cheval au galop de Fabien Onteniente : Le type au brushing
- 1996 : Visiblement je vous aime de Jean-Michel Carré : Alain

### Télévision
- 1982 : Cinéma 16 (Série TV) : Jean adolescent
- 1983 : Vendredi ou la Vie sauvage (Téléfilm) : Le mousse Dimanche
- 1987 : L'Or noir de Lornac (Série TV) : Gaston Kerjean
- 1992 : Les cœurs brûlés (Série TV) : François
- 1992 : Hélène et les Garçons (Série TV) : Richard
- 1993 : L'Annexe (Série TV) : Franck

## Doublage

### Cinéma

#### Films
- Scott Caan dans :
  - Ocean's Eleven (2001) : Turk Malloy
  - Ocean's Twelve (2004) : Turk Malloy
  - Bleu d'enfer (2005) : Bryce
- 1986 : Stand by Me : Charlie Hogan (Gary Riley)
- 1989 : Drugstore Cowboy : Rick, membre du gang (James LeGros)
- 1989 : Les Nuits de Harlem : Tony (David Marciano)
- 1991 : Les Commitments : Outspan Foster (guitare) (Glen Hansard)
- 1995 : Power Rangers, le film : Alpha 5 (Peta-Maree Rixon) (Voix)
- 1996 : Scream : Billy Loomis (Skeet Ulrich)
- 1997 : Souviens-toi... l'été dernier : Max Neurick (Johnny Galecki)
- 1997 : Lost Highway : Pete Dayton (Balthazar Getty)
- 1997 : Power Rangers Turbo, le film : Alpha 5 (Donene Kistler) (Voix)
- 1998 : Blade : Deacon Frost (Stephen Dorff)
- 1998 : Contre-jour : M. Tweedy (Patrick Breen)
- 1998 : Il faut sauver le soldat Ryan : Caparzo (Vin Diesel)
- 1998 : La Fiancée de Chucky : Howard Fitzwater (Alexis Arquette)
- 2000 : Vertical Limit : Malcolm Bench (Ben Mendelsohn)
- 2001 : Amours suspectes : Pete (Daniel Wyllie)
- 2001 : L'Ascenseur : Niveau 2 : Mark Newman (James Marshall)
- 2003 : Détour mortel : Evan (Kevin Zegers)
- 2006 : Juste une fois ! : Ed (Colby French)

#### Films d'animation
- 1985 : Les Bisounours 2, le film : Grognon et Grosfarceur (3e voix)
- 1988[n 1] : Mon Voisin Totoro : le garçon à mobylette
- 1999 : Le Château des singes : Margad
- 2009 : La Grande Aventure de Bender : Zapp Brannigan, Hermes Conrad, Barbados Slim et Nudar

### Télévision

#### Téléfilms
- Stephen Baldwin dans :
  - Haute Voltige sur Miami (2000) : l'agent Victor  « Vic » Cooper
  - Compte à rebours explosif (2002) : Scott Anderson

- 1995 : L'Affront : Jace (David Lipper)
- 1997 : Les Secrets du silence : George Thacker (Lance Reddick)
- 1998 : La Saison des miracles : Nathan Blair (David Conrad)
- 2000 : La Voix du succès : Skeesix (Richard Chevolleau)
- 2002 : Mary Higgins Clark : Et nous nous reverrons : Peter Gaynes (Gedeon Burkhard)
- 2003 : Les Dents de la mort : Brett (Langley Kirkwood)
- 2007 : Suspect nº 1 : Le dernier acte : Curtis Flynn (Heshima Thompson)

#### Séries télévisées
- Ian Ziering dans :
  - Beverly Hills 90210 (1990-2000) : Steve Sanders (292 épisodes)
  - Destins croisés (2000) : Dr Steven Weaver (saison 2, épisode 15)
  - JAG (2001) : le capitaine William Shepard (saison 7, épisode 7)
  - Ce que j'aime chez toi (2002) : Paul Cody (saison 1, épisode 8)

- Donene Kistler dans :
  - Power Rangers : Zeo (1996) : Alpha 5 (voix, 50 épisodes)
  - Power Rangers : Turbo (1997) : Alpha 5 / Alpha 6 (voix, 45 épisodes)
  - Power Rangers : Dans l'espace (1998) : Alpha 6 (voix, 18 épisodes)

- David Chokachi dans :
  - Alerte à Malibu (1995-1999) : Cody Madison (86 épisodes)
  - Witchblade (2001-2002) : l'inspecteur Jake McCartey (23 épisodes)

- David Conrad dans :
  - Relativity (1996-1997) : Leo Roth (17 épisodes)
  - Boston Public (2003) : Dave Fields (7 épisodes)

- Lamont Bentley dans :
  - Moesha (1996-2001) : Hakeem Campbell (127 épisodes)
  - Les Parker (1999-2002) : Hakeem Campbell (3 épisodes)

- Dean Winters dans :
  - Oz (1997-1998) : Ryan O'Reilly (saisons 1 et 2)
  - New York, unité spéciale (1999-2000) : l'inspecteur Brian Cassidy (1re voix, saison 1)

- Wendee Lee dans :
  - Power Rangers : Dans l'espace (1998) : Alpha 6 (voix, 18 épisodes)
  - Power Rangers : L'Autre Galaxie (1999) : Alpha 6 (voix, 16 épisodes)

- Kevin Rahm dans :
  - Jesse (1999-2000) : Dr Danny Kozak (20 épisodes)
  - Friends (2001) : Tim (saison 8, épisode 5)

- Sharif Atkins dans : 
  - Urgences (2001-2006) : Dr Michael Gallant (60 épisodes)
  - Les 4400 (2005-2006) : Gary Navarro (3 épisodes)

- 1993-1999 : Power Rangers : Mighty Morphin : Zack Taylor / Ranger Noir (Walter Emanuel Jones) (82 épisodes) et Alpha 5 (Romy Sharf) (voix, 89 épisodes)
- 1994-1997 : Cadfael : Frère Oswin (Mark Charnock)
- 1995-2001 : Rex, chien flic : Alexander Brandtner (Gedeon Burkhard) (45 épisodes)
- 1996 : Power Rangers : Zeo : Jason Lee Scott / Ranger doré (Austin St. John) (18 épisodes), Orbus (Barbara Goodson) (voix), Rito Revolto (Bob Papenbrook) (voix, 48 épisodes), Raymond (Darren Press) (3 épisodes) et David Cœur sincère (Eric Frank) (5 épisodes)
- 1998 : Friends : le passager du siège voisin de Rachel dans l'avion (Hugh Laurie) (saison 4, épisode 24)
- 1998 : Power Rangers : Dans l'espace : Eugene « Skull » Skullovitch (Jason Narvy) (43 épisodes), Ecliptor (Ed Neil) (voix), Psycho Ranger argenté / Zhane (Justin Nimmo) (24 épisodes) et Dark Specter (Christopher Cho) (voix, 29 épisodes)
- 1998-1999 : Les jumelles s'en mêlent : Kevin Burke (Christopher Sieber (en)) (22 épisodes)
- 1999 : La Vie à cinq : Albert (Freddy Rodríguez) (saison 5, épisodes 12 à 14)
- 1999-2007 : Les Soprano : Christopher Moltisanti (Michael Imperioli) (83 épisodes)
- 2000-2001 : Roswell : Brody Davis (Desmond Askew) (7 épisodes)
- 2000-2004 : Queer as Folk : Christian Hobbs (Alex McClure) (11 épisodes)
- 2000-2005 : Amour, Gloire et Beauté : Deacon Sharpe (Sean Kanan) (1re voix)
- 2001 : Les Destins du cœur : Dr Max Rudolph (Kaspar Capparoni) (24 épisodes)
- 2001-2002 : Special Unit 2 : Nicholas « Nick » O'Malley (Michael Landes)
- 2002 : Un, dos, tres : lui-même (Rafael Amargo) (3 épisodes)
- 2002-2003 : Hôpital San Francisco : Matt Slingerland (Paul Blackthorne) (13 épisodes)
- 2002-2003 : Sabrina, l'apprentie sorcière : Cole Harper (Andrew W. Walker) (10 épisodes)
- 2002-2003 : Alias : Rick McCarthy (Ira Heiden) (7 épisodes)
- 2003-2004 : C'est moi qu'elle aime : Stevie Hanson (Danny Comden) (22 épisodes)
- 2003-2005 : Degrassi : La Nouvelle Génération : Chris Sharpe (Daniel Morrison) (10 épisodes)
- 2005-2006 : FBI : Portés disparus : James Mackeroy (Joshua Gomez) (18 épisodes)

#### Séries d'animation
- 1977[n 2] : Smash (en) : Germain Prévot[2]
- 1982-1984[n 2] : Mes tendres années (en) : Aldo et Kevin (voix de remplacement, épisodes 31 à 36[3])
- 1984-1985[n 3] : Gu Gu Ganmo (en) : Bilou (voix de remplacement, épisodes 29 à 34[4])
- 1986[n 3] : Pollyanna : Timothy
- 1986-1988[n 3] : Juliette, je t'aime : voix additionnelles
- 1988[n 4] : Nicky Larson : voix additionnelles (épisodes 63 à 65)
- 1990-1991 : Les Aventures de Robin des Bois : Lord Gilbert
- 1990-1996 : Capitaine Planète : Kwame (voix de replacement)
- 1991-1992[n 1] : Très cher frère... : Guillaume Henry
- 1995[n 5] : Slayers : Vulmugun
- 1996-1997[n 6] : Dragon Ball GT : Li Shenron
- 1997 : Les Castors allumés : voix additionnelles (saison 1)
- 1999-2000 : Monster Rancher : voix additionnelles
- 1999-2004 : Magical DoReMi : le père de Dorémi, François Tetsuya, Frédéric, Alexander Jaune d'oeuf, le comte Philippe et voix additionnelles
- 1999-2009 :  Ed, Edd et Eddy : Eddy
- 1999-2009 : Futurama : Zapp Brannigan et Hermes Conrad (1re voix, saisons 1 à 5)
- 2001-2003 : Oswald la pieuvre : Oswald et Coco
- 2003-2005 : Sam le pompier : Sam le pompier
- 2006 : La Légende des super-héros : Starboy (1re voix)
- 2011 : Mission invisible : Daryl et Ernest La Loupe